# 疤面
是一部1932年的美國前法典黑幫電影，由霍華·霍克斯執導，霍克斯及侯活·曉治負責編劇。鬆散地改編自阿米蒂奇·特雷爾的1929年小說《Scarface》，其內容靈感來自艾爾·卡彭。主演是保羅·穆尼，飾演黑幫Antonio "Tony" Camonte。本片情節集中在幫派之間對芝加哥控制權的衝突，以及警察介入的事件。情人節大屠殺事件也在電影中描述。
白賴仁·狄龐馬執導的1983年同名電影《疤面煞星》根據本片重拍，主演是阿爾·柏仙奴。

## 劇情

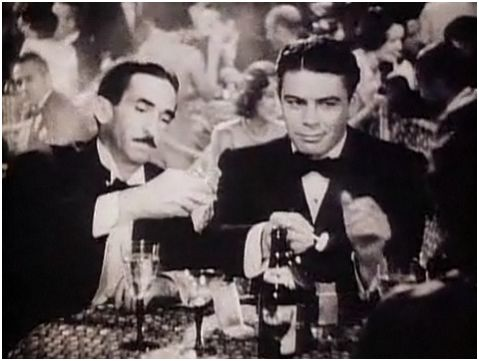
奧斯古德·柏金斯飾演John "Johnny" Lovo，而保羅·穆尼飾演Antonio "Tony" Camonte

在1920年代的芝加哥，意大利移民Antonio "Tony" Camonte按照意大利黑手黨John "Johnny" Lovo的命令行事，並殺死了該城市南區的主要犯罪老大"Big" Louis Costillo。Johnny隨後控制了南區，Tony擔任他的關鍵中尉，出售大量非法啤酒給地下酒吧，並在敵對集團經營的酒吧裡分享其成。然而，Johnny一再警告Tony不要找管理北區的O'Hara所領導的愛爾蘭幫派的麻煩。Tony不久便開始無視這些命令，槍擊屬於O'Hara的酒吧，而且引起了警察和敵對黑幫的注意。Johnny意識到Tony失控，並且有野心要佔Johnny的地位。
同時，Tony越來越有信心追求Johnny的女朋友Poppy。起初，她對他不屑一顧，但隨著他的聲譽提高，她便多點關注他。有一次，她探訪他「華麗的」公寓時，他向她展示Cook's Tours電子廣告牌的視野，而這個廣告有啟發他的口號：「世界是你的。」（The World is Yours）
Tony最終決定宣戰並佔領北區。他派出他其中一名最好的手下和親密朋友Guino Rinaldo，去O'Hara用作基地的花店中殺死O'Hara。這事件招致現在由Gaffney領導並配備了湯普森衝鋒鎗的北邊幫的強烈報復。Tony帶領自己的部隊摧毀了北邊幫，並接管了他們的市場，甚至冒充警察在車庫裡擊斃了幾名敵人。Tony還在Gaffney在保齡球館進行罷工時殺死他。Johnny認為他的門生想試圖接手，而他便安排在Tony駕車時暗殺Tony。Tony設法逃脫這次襲擊，他和Guino殺死了Johnny，讓Tony成為無可爭議的城市老大。

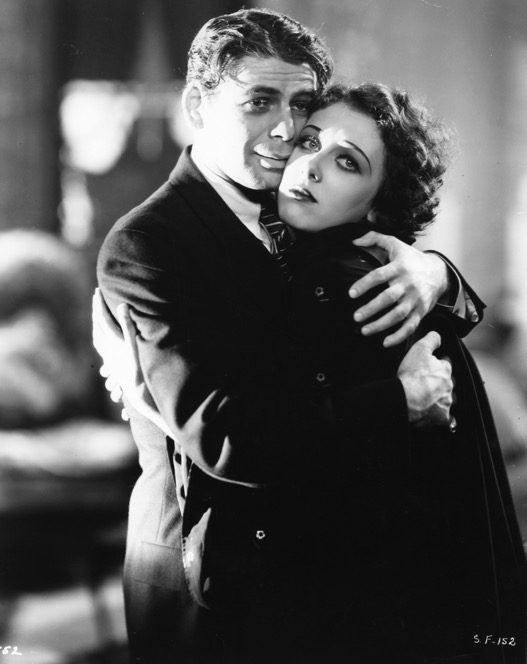
《疤面人》中的保羅·穆尼與安·德沃夏克

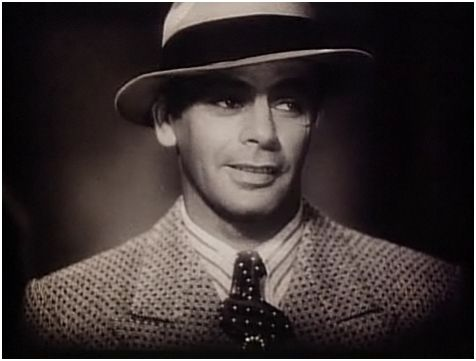
《疤面人》預告片中的保羅·穆尼

Tony的行為引起了公眾的強烈抗議，而警方正慢慢迫近他。然後，他看到了自己心愛的妹妹Francesca（"Cesca"）和Guino在一起，並這對夫婦想通知他關於他們的秘密婚姻之前，Tony在嫉妒的憤怒下殺死了他的朋友。他的妹妹發狂，並告訴警方他做了什麼。警方因為Guino的謀殺而逮捕Tony，Tony躲藏在他的房子裡，準備向外面開槍。Cesca回來，計劃殺死他，但最終還是幫他與警察搏鬥。但過了一會兒，她被一顆流彈擊斃了。由於公寓裡充滿催淚瓦斯，Tony便下了樓梯，而警察迎面遇到他。Tony懇求放他一命，但隨後匆忙逃走，只是最後被警察槍殺了。在外面，電子廣告牌上的「世界是你的」發光。

## 演員
- 保羅·穆尼 飾 Antonio "Tony" Camonte
- 安·德沃夏克（英语：Ann Dvorak） 飾 Francesca "Cesca" Camonte
- 奧斯古德·柏金斯（英语：Osgood Perkins） 飾 John "Johnny" Lovo
- 凱倫·莫雷（英语：Karen Morley） 飾 Poppy
- 鮑里斯·卡洛夫 飾 Gaffney
- C·亨利·戈登（英语：C. Henry Gordon） 飾 Inspector Ben Guarino
- 喬治·拉夫特（英语：George Raft） 飾 Guino Rinaldo
- 文斯·巴奈特（英语：Vince Barnett） 飾 Angelo
- 珀內爾·普瑞特（英语：Purnell Pratt） 飾 Garston
- 塔利·馬歇爾（英语：Tully Marshall） 飾 Managing editor
- Inez Palange（英语：Inez Palange） 飾 Mrs. Camonte
- 愛德溫·馬克斯韋爾（英语：Edwin Maxwell (actor)） 飾 Chief of Detectives
- Harry J. Vejar 飾 Big Louis Costillo
- 霍華·霍克斯 飾 床上的男人（未掛名）

## 外部連結
- 互联网电影数据库（IMDb）上《Scarface》的资料（英文）
- TCM电影资料库上《Scarface》的资料（英文）
- 爛番茄上《Scarface》的資料（英文）
- 美国电影学会目录上的《Scarface》（英文）
- AllMovie上《疤面》的资料（英文）